# Supernichts
Supernichts war eine deutschsprachige Punkband aus Köln.

## Geschichte
Supernichts wurde 1993 in Köln gegründet. In der Urbesetzung bestand sie aus Frank Franksen (Gitarre), Harry Krischner (Gesang), Jim Pansen (Bass) und Polka Paule (Schlagzeug). Letzterer wurde 2001 durch den Knochenfabrik-Schlagzeuger Achim Lauber ersetzt. Supernichts stehen nicht in der Tradition des politischen Deutschpunks, sondern befassen sich in ihren Liedern mit den Skurrilitäten des Alltags.
2017 löste sich die Band mit einer Abschiedstournee auf. Die Mitglieder Frank und Achim spielten danach bei der Band der dumme August weiter. Letzterer ist auch noch Teil der Band Knochenfabrik. Das bisher letzte Konzert fand am 1. September 2017 im Sonic Ballroom in Köln statt. Die Band Detlef gilt als die Nachfolgeband von Supernichts.

## Diskografie
Alben
- Dispo Dancing (1997)
- Personennahverkehr (1998)
- Chaosübersehgenie (2001)
- Gitarre Schlagzeug Bass Gesang (2004)
- Hamburg Köln Belgrad (2006)
- Fixpunkte & Bojen (2008)
- Immer wenn ich musst Du (2010)

EPs
- The never sleeping Scheisse (1996)
- Split (mit Knochenfabrik) (1998)